# Беквит, Томас Сидни
Генерал-лейтенант сэр Томас Сидни Беквит (17 февраля 1770 — 15 января 1831) был английским офицером Британской армии, который служил генерал-квартирмейстером британских сил в Канаде во время англо-американской войны 1812 года и главнокомандующим Бомбейской армии во время британского владычества в Индии. Он также известен выдающейся службой во время Пиренейской войны и вкладом в развитие 95-го стрелкового полка и командование им.

## Семья
Его отцом был генерал-майор Джон Беквит, командовавший 20-м пехотным полком. Его братьями были капитан Джон Беквит, полный генерал сэр Джордж Беквит и бригадный генерал Фердинанд Беквит. Он также был дядей генерал-майора Джона Чарльза Беквита. Он поступил в армию в 1791 году, присоединившись к 71-му пехотному полку, и служил с ним в Индии.
В 1817 году он женился на леди Мэри Дуглас, старшей дочери сэра Уильяма Дугласа, 4-го баронета Келхеда. Его жена, чьи братья Чарльз и Джон затем стали маркизами Куинсберри, королевским указом была возведена в ранг дочери маркиза. Их единственный сын, Томас Сидни Беквит, был капитаном стрелковой бригады и умер в Гибралтаре 21 марта 1828 года.

## Служба в 95-м стрелковом полку
В 1800 году он был назначен командующим ротой в «Экспериментальном корпусе стрелков» полковника Кута Мэннингема, который впоследствии стал назывался 95-м полком, а затем стрелковой бригадой. Он был повышен до майора в 1802 году. В следующем году он получил звание подполковника и принял командование 1-м батальоном. Беквит был одним из любимых офицеров сэра Джона Мура в знаменитом лагере Шорнклифф и помогал своему генералу в подготовке войск, которые впоследствии стали Лёгкой дивизией.
Он служил в экспедициях в Ганновер в 1806 году и Копенгаген в 1807 году, прежде чем принять участие в Пиренейской войне под командованием генерал-майора Артура Уэлсли. Он участвовал в битве при Вимейру и экспедиции в Испанию под командованием сэра Джона Мура, во время которой стрелковый полк принял на себя основную тяжесть арьергардных боёв.
В следующем году он вернулся в Португалию и был назначен командующим 1-й бригадой Лёгкой дивизии. Беквит принял участие в знаменитом походе Кроуфорда на поле битвы при Талавере. В 1810 году, во время французского вторжения в Португалию, он присутствовал в битве при Коа и битве при Бусаку. Во время последующего изгнания французов из Португалии он сражался в битве при Фуэнтес-де-Оньоро и отличился в битве при Сабугале.

## Генерал-квартирмейстер
В 1812 году он был назначен помощником генерал-квартирмейстера британских войск в Северной Америке. Таким образом, он командовал войсками, которые были отправлены в Чесапикский залив в 1813 году. У него был только один пехотный полк и немного недисциплинированных бывших французских военнопленных в Независимых иностранных ротах. В сражении за Крейни-Айленд войска Беквита были отброшены береговыми батареями при попытке высадиться. Впоследствии он захватил Хамптон, штат Вирджиния, но солдаты из независимых рот вели себя настолько отвратительно, что всё войско Беквита получило весьма дурную репутацию из-за их злодеяний.
В 1814 году он был произведён в генерал-майоры и был назначен генерал-квартирмейстером канадских войск под командованием сэра Джорджа Прево. Экспедиция Прево в Нью-Йорк потерпела поражение в битве при Платсберге. Ветераны Пиренейских войн считали, что Прево и его штаб (включая Беквита) были, по крайней мере, частично ответственны за поражение (в случае Беквита, за неспособность предоставить географические сведения и данные о расположении противника).
В 1812 году Беквит получил звание рыцаря-бакалавра, а в 1815 году рыцаря-командора ордена Бани. В 1827 году он получил почётное звание старшего полковника своей родной стрелковой бригады.

## Дальнейшая служба в Индии и смерть
В 1829 году он был назначен главнокомандующим Бомбейской армии. В 1830 году он был повышен до генерал-лейтенанта, но в следующем году умер от лихорадки в Махабалешваре.